# جوكا فيرتانن
جوكا فيرتانن (بالفنلندية: Jukka Virtanen)‏ هو لاعب هوكي الجليد فنلندي، ولد في 15 يوليو 1959 في توركو في فنلندا.

## وصلات خارجية
- جوكا فيرتانن على موقع EliteProspects.com (الإنجليزية)
- جوكا فيرتانن على موقع Eurohockey.com (الإنجليزية)
- جوكا فيرتانن على موقع HockeyDB.com (الإنجليزية)
- جوكا فيرتانن على موقع اللجنة الأولمبية الدولية (الإنجليزية)
- جوكا فيرتانن على موقع أوليمبيديا (الإنجليزية)